# Niels Ahlmann-Ohlsen
Niels Ahlmann-Ohlsen (født 17. januar 1953 i Gentofte) er en dansk politiker, der repræsenterede De Konservative i Nordjyllands Amtskreds i Folketinget fra 1981 til 1998.
Han blev handelsuddannet hos Lange og Unmack A/S, Aalborg, i 1972 og var fra 1980-1984 direktør for VVS-kæden Comfort. Siden 1992 selvstændig koordinator. Fra 1999 har han været ejer af firmaet Strategic Alliance International ApS. 
Niels Ahlmann-Ohlsens  politiske karriere begyndte som formand for Konservativ Ungdom i Aalborg 1972-1974, og fra 1974-1975 organisationens formand i Nordjyllands Amt. Samme år blev han valgt til KU's Forretningsudvalg, og fra 1976-1978 var han næstformand for Konservativ Ungdoms Landsorganisation og desuden medlem af forretningsudvalget i Democrat Youth Community of Europe (DEMYC). Fra 1976-1980 og igen 1994-1997 var han medlem af Det Konservative Folkepartis  hovedbestyrelse. 
Niels Ahlmann-Ohlsen blev valgt til Folketinget fra Fjerritslev og Aarskredsene i Nordjyllands Amt ved valget 8. december 1981 og var folketingsmedlem frem til 10. marts 1998. Han var bl.a. sit partis miljø-, fiskeri-, udenrigs- og forsvarsordfører. Desuden var han medlem af Udenrigspolitisk Nævn 1990-1998, medlem af Nordisk Råd 1993-1995 og formand for Folketingets Miljø- og Planlægningsudvalg 1988-1990. I alle årene på tinge var han de konservatives gruppesekretær, og de sidste ni år sad han i folketingsgruppens bestyrelse. Som folketingsmand var Niels Ahlmann-Ohlsen meget aktiv på forsvarsområdet. Han sad i Det Sikkerheds- og Nedrustningspolitiske Udvalg fra 1991 til 1994, og fra 1994 til 1997 var han NATO-parlamentariker. 
Efter de konservatives dårlige valg i 1998 mistede Niels Ahlmann-Ohlsen sit kredsmandat til Fremskridtspartiets Thorkild Frandsgaard, og gik tilbage til erhvervslivet. Niels Ahlmann-Ohlsen forlod siden de konservative i protest mod partiets højredrejning, og var en kort overgang medlem af Centrum-Demokraterne.
I 2004 blev Niels Ahlmann-Ohlsen europæisk direktør for den indiske Patni-families aktiviteter. Senere blev han landedirektør for tre indiskejede selskaber i Stuttgart og Danmark, poster han fortsat bestrider. 
I 2005 flyttede han og familien fra Aalborg til Nordsjælland. 
I samarbejde med den indiske ambassade i Danmark  grundlagde Niels Ahlmann-Ohlsen i 2012 Indian Danish Forum, det senere Indian Danish Chamber of Commerce. 
Siden 2014 har Niels Ahlmann-Ohlsen   været medlem af Bestyrelsen for NAFWA Smba i Grønland og formand for NOWA Aps i Korsør, begge selskaber med fokus på i et tæt samarbejde med Grønlandsk og Islandsk erhvervsliv at udvikle muligheden for eksportere vand i tankskibe til lande i Mellemøsten, Indien og Sydafrika. 
Niels Ahlmann-Ohlsen var i en kort årrække atter medlem af de konservative. Herefter blev han medlem af Moderaterne - hvor han i 2021 af Lars Løkke-Rasmussen blev tilbudt mulighed for genopstille til Folketinget, hvilket han pga. sit erhvervsengagement takkede nej til. Siden sommeren 2022 har han været medlem af Venstre. 

1991 blev han Ridder af Dannebrog.